# Plaque d'immatriculation maltaise
Les plaques d'immatriculation maltaises sont les plaques utilisées à Malte pour identifier un véhicule terrestre routier.

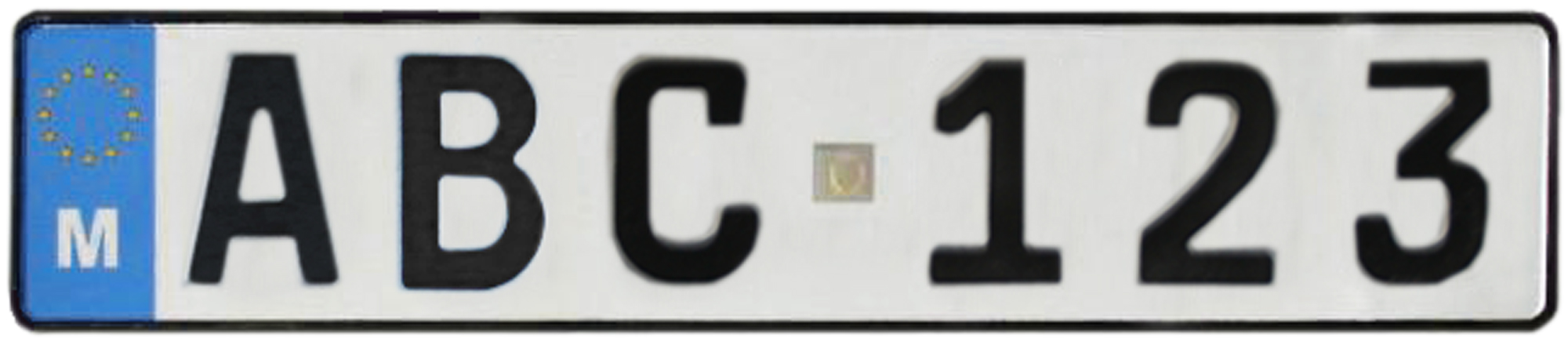
Plaque d'immatriculation maltaise

L'immatriculation est composée de trois lettres et de trois chiffres séparés par un hologramme aux armes de la République de Malte.
 ABC · 123

## Historique

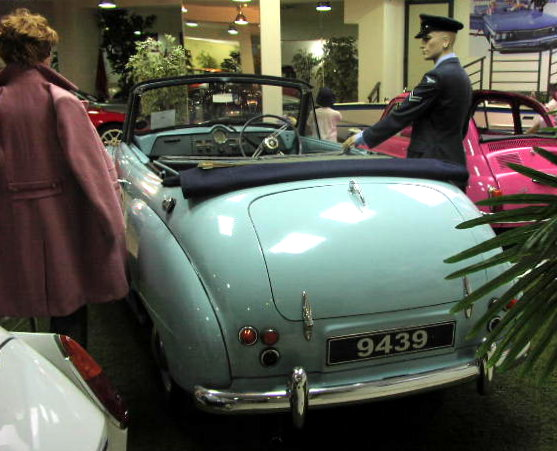
Austin de collection ayant gardé son immatriculation d'origine d'avant 1979

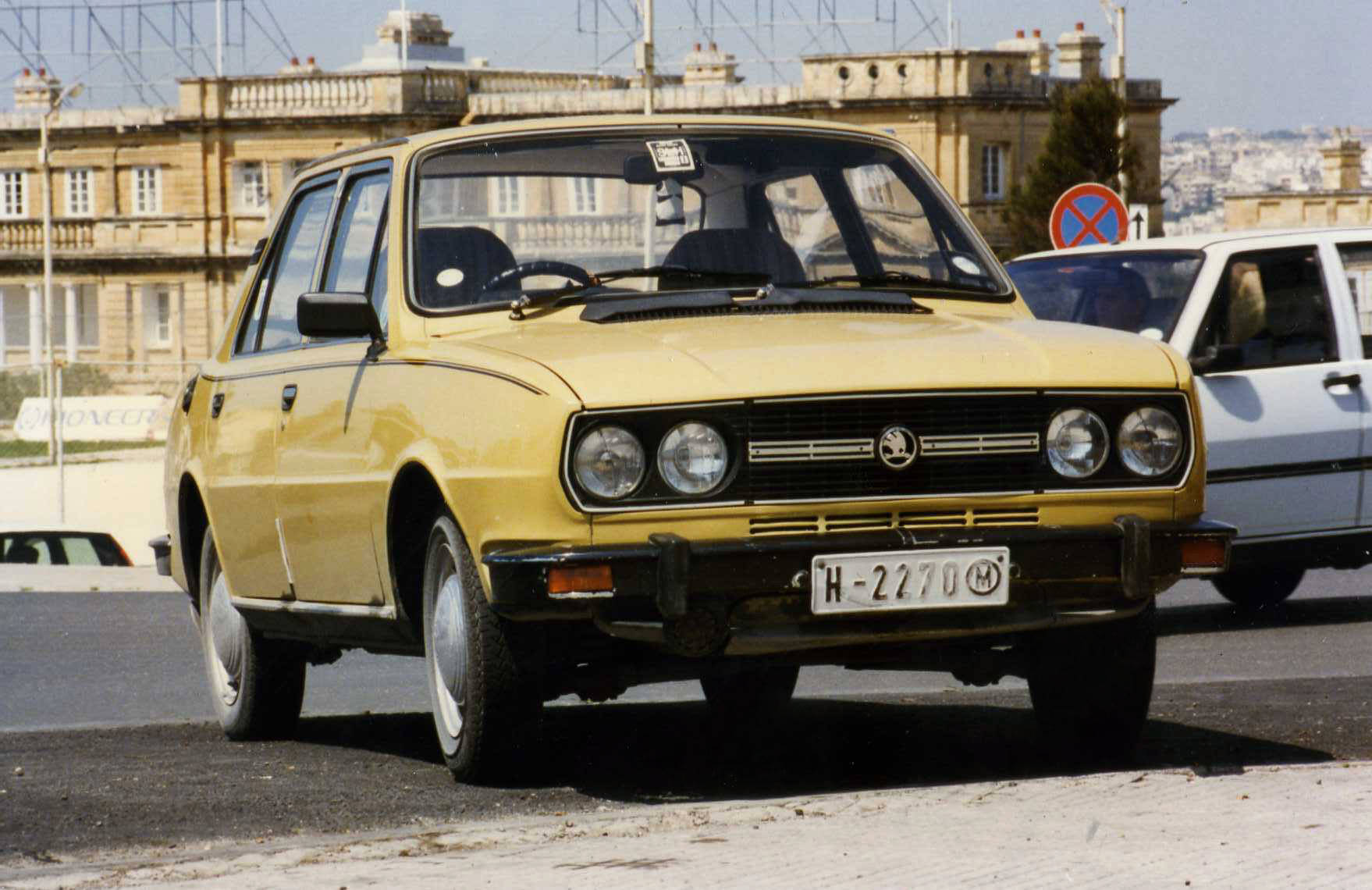
Skoda portant encore son ancienne plaque d'immatriculation d'avant 1995

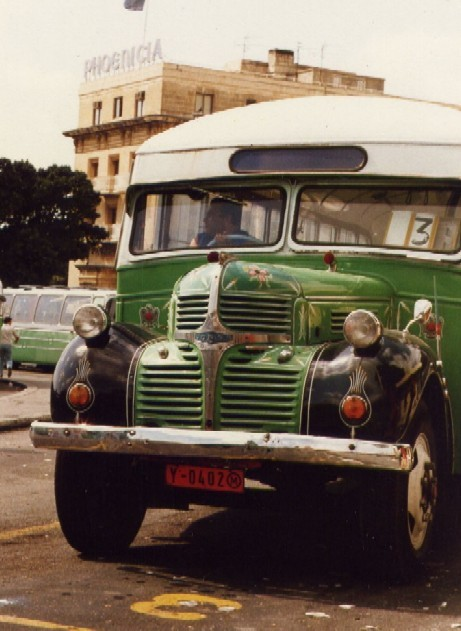
Ancien bus maltais avec son immatriculation d'avant 1995

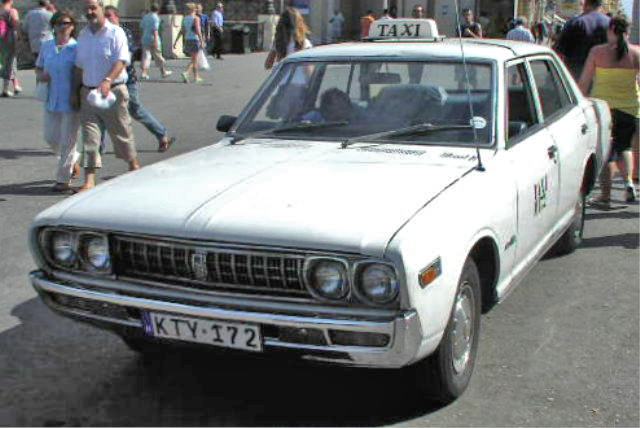
Taxi maltais

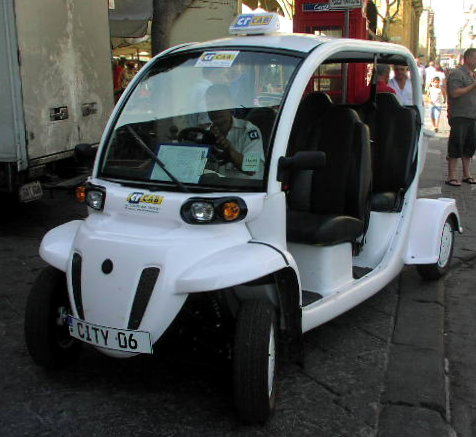
Taxi électrique de La Valette

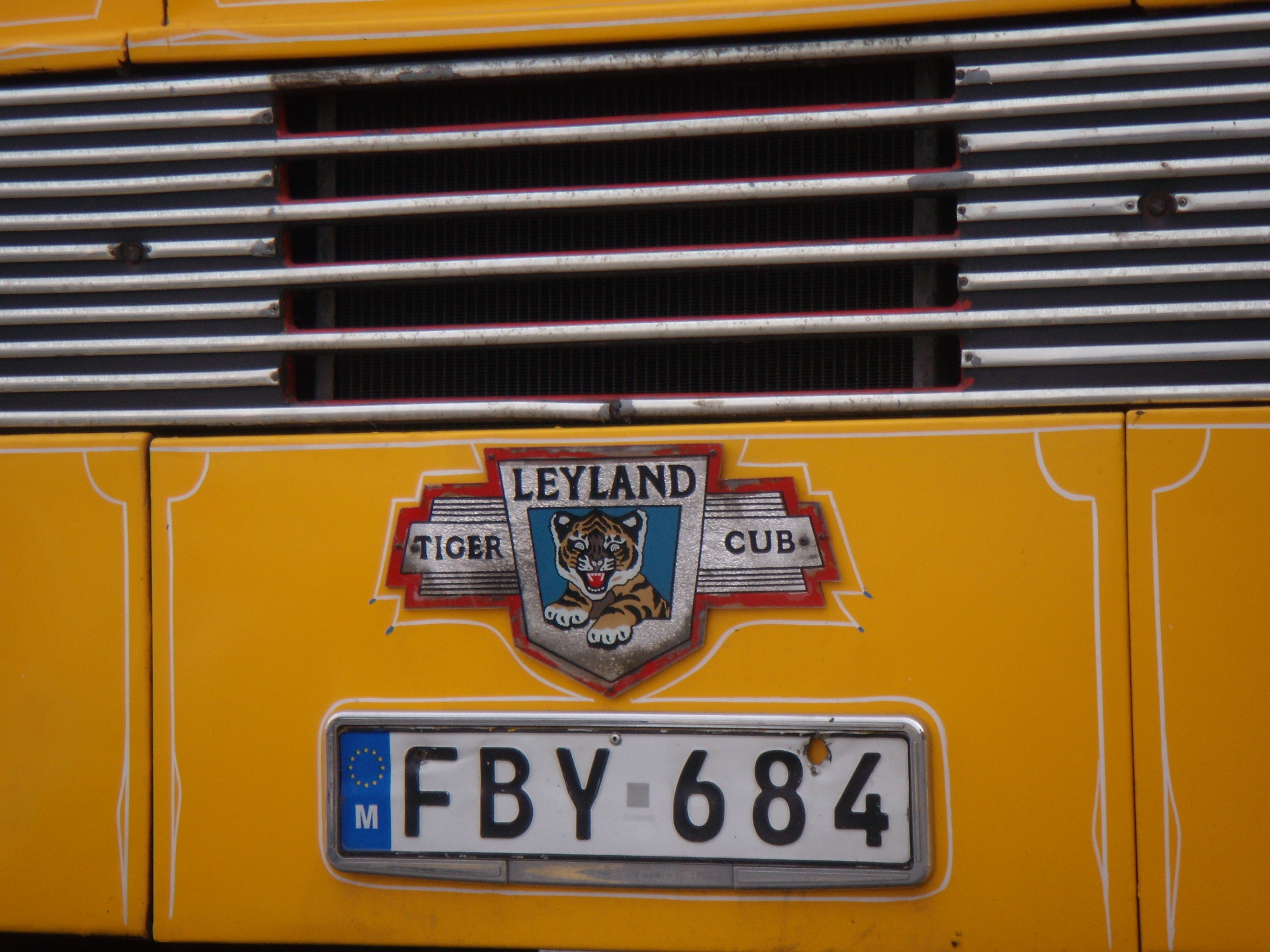
Immatriculation d'un autobus maltais

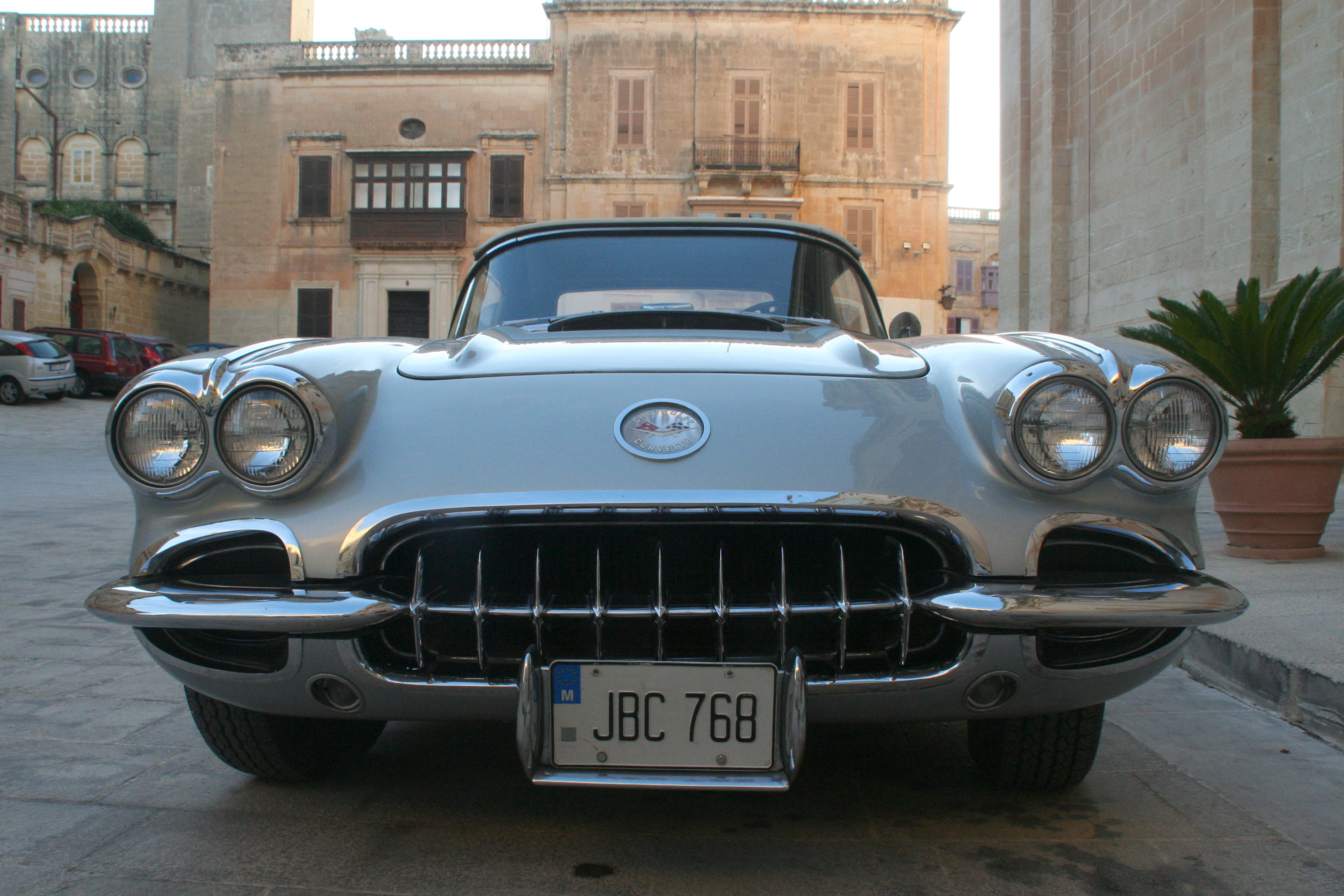
Plaque d'immatriculation au format américain

Le système d'immatriculation des véhicules terrestres a connu trois périodes :
- avant 1979 ;
- de 1979 à 1995 ;
- depuis 1995.

### Avant 1979
Pendant cette période, qui recouvre le temps de la colonie britannique, jusqu'en 1964, puis de l'état maltais, de 1964 à 1974, et enfin de la république de Malte, depuis 1974, les plaques d'immatriculation étaient très semblables aux plaques britanniques, chiffres blancs d'abord peints puis souvent rapportés en relief (à l'origine trois chiffres pour atteindre cinq chiffres suivies de lettres) sur plaque noire. Les véhicules diplomatiques portaient une plaque noire avec les lettres CD et d'un nombre blanc comme les véhicules militaires mais avec les lettres MLF (Military Land Force). Les véhicules autorisés à circuler dans la ville de La Valette comportaient un rond rouge à la suite de l'immatriculation.
Seul aujourd'hui un véhicule a gardé des plaques d'immatriculation de cette époque, la voiture de l'archevêque de Malte, qui comporte une tiare argentée sur plaque noire. Les plaques de la voiture du gouverneur avec une couronne argentée sur plaque noire n'existe plus depuis l'indépendance mais trois véhicules portent des plaques d'immatriculation similaires à celles de cette période, la voiture d'apparat présidentielle, la voiture du président de la République et la voiture du premier ministre qui comportent toutes trois les armes de Malte argentées sur plaque noire.
Pour les véhicules de transport en commun la plaque était blanche avec une immatriculation rouge (quelquefois l'immatriculation était composée d'un nom et d'un nombre), pour les taxis la plaque était rouge marqué TAXI suivi généralement de la lettre T et d'un nombre blancs pour l'île de Malte et de la lettre G et d'un nombre blancs pour l'île de Gozo. Pour les véhicules de location, la plaque était jaune et les chiffres noirs et pour les véhicules à immatriculation temporaire la plaque était blanche avec la lettre W et des chiffres rouges.

### Entre 1979 et 1995
La nouvelle république de Malte, devant l'augmentation du nombre de véhicules, et pour mieux contrôler les véhicules britanniques circulant dans l'archipel, décide de changer les plaques d'immatriculation. Elles deviennent blanches, elles comportent une lettre suivies de quatre chiffres noirs, lettre et chiffres séparés par un tiret, le tout suivi d'un cercle entourant la lettre M pour Malte.
La lettre permettait de faire la distinction entre les différentes catégories de véhicules terrestres et de connaitre la date de paiement de la taxe automobile pour les véhicules privés.
- Pour les véhicules privés : les lettres A, B, C, D, E, G, H, J, K, N, R, S ou T (plaque blanche, immatriculation noire) ;
- Pour les deux roues : les lettres F, P ou Q (plaque blanche, immatriculation noire) ;
- Pour les véhicules gouvernementaux : lettre M (plaque blanche, immatriculation noire) ;
- Pour les taxis : lettres A, B, C, D, E, G, H, J, K, N, R, S ou T (plaque blanche, immatriculation rouge) ;
- Pour les autobus : lettre Y (plaque rouge, immatriculation noire) ;
- Pour les immatriculations temporaires : lettre W (plaque rouge, immatriculation blanche) ;
- Pour les véhicules de location : lettre X (plaque jaune, immatriculation noire).

### Depuis 1995
Assez rapidement le système va arriver à saturation, il y avait à la fin du XXe siècle environ 200 000 véhicules particuliers soit un pour deux habitants, et Malte, sans faire partie de la Communauté européenne sera l'un des premiers pays à adopter le 5 novembre 1995, la plaque européenne blanche réfléchissante, lettres et chiffres noirs avec sur la gauche, le bandeau européen bleu avec la couronne d'étoiles jaunes et en dessous la lettre M, pour Malte en blanc.
Trois formats de plaque coexistent le plaque allongée européenne, lettres et chiffres sur une ligne, la plaque rectangulaire américaine, lettres et chiffres sur une ligne et une petite plaque rectangulaire, lettres et chiffres sur deux lignes pour les deux roues.
Certaines combinaisons de lettres sont réservées pour différencier certaines catégories de véhicules :
- GVx pour les véhicules gouvernementaux ;
  - GVN pour les véhicules de fonction de l'administration (government) ;
  - GM (deux lettres- deux chiffres) pour le véhicule des ministres, avec la particularité de rajoutée la plaque ministérielle sur la plaque du véhicule du parc ministériel (immatriculation GVN) lors des déplacements officiels des ministres ;
  - SPK (trois lettres -sans chiffre) pour le véhicule du speaker de l'Assemblée, avec la même remarque d'utilisation que les véhicules ministériels ;
  - GVP pour les véhicules de police (Police) ;
  - GVA pour les véhicules de l'armée (Army) ;
  - GVH pour les véhicules de santé (Health) ;
- TFx pour les véhicules exemptés de taxes (Taxe Free) ;
- CDA pour les véhicules diplomatiques ;
- CDB pour les véhicules de missions diplomatiques ;
- CBx pour les véhicules consulaires ;
- DMx pour les véhicules d'organisations à statut diplomatique (Diplomatic Mission) ;
- xxY pour les véhicules de transport en commun ;
  - xBY pour les autobus ;
  - xTY pour les taxis de l'île de Malte ;
  - xWY pour les taxis de l'île de Gozo ;
  - CITY pour les taxis électriques circulant dans La Valette ;
- xxK pour les véhicules de location ;
- TR (deux lettres - trois chiffres) pour les remorques des attelages poids lourds (TRailer). S'ils restent sur le sol de l'archipel les semi-remorques n'ont besoin d'aucune immatriculation mais s'ils quittent le territoire maltais ils doivent être immatriculées.

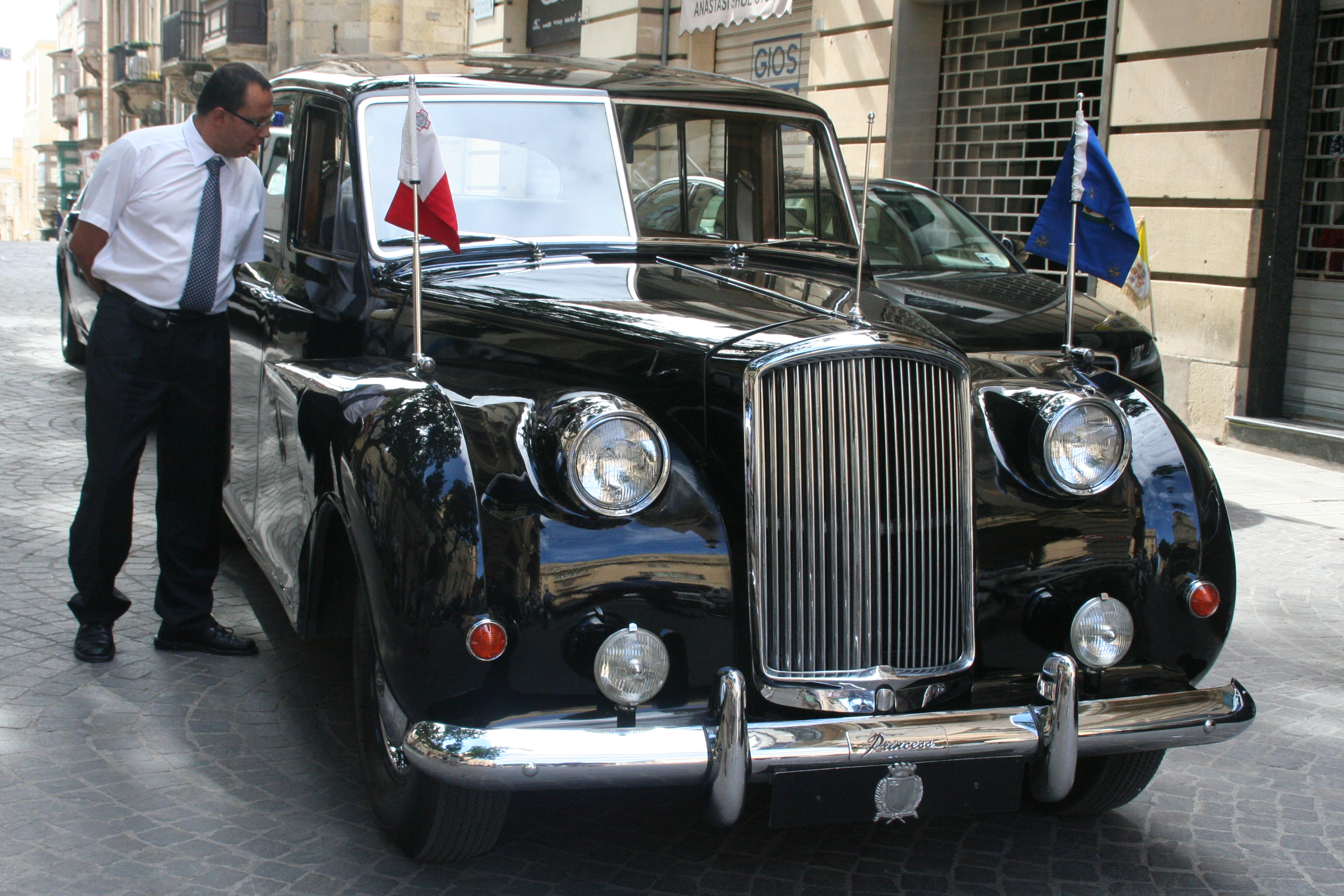
plaque spécifique de la voiture d'apparat de la présidence de la République de Malte

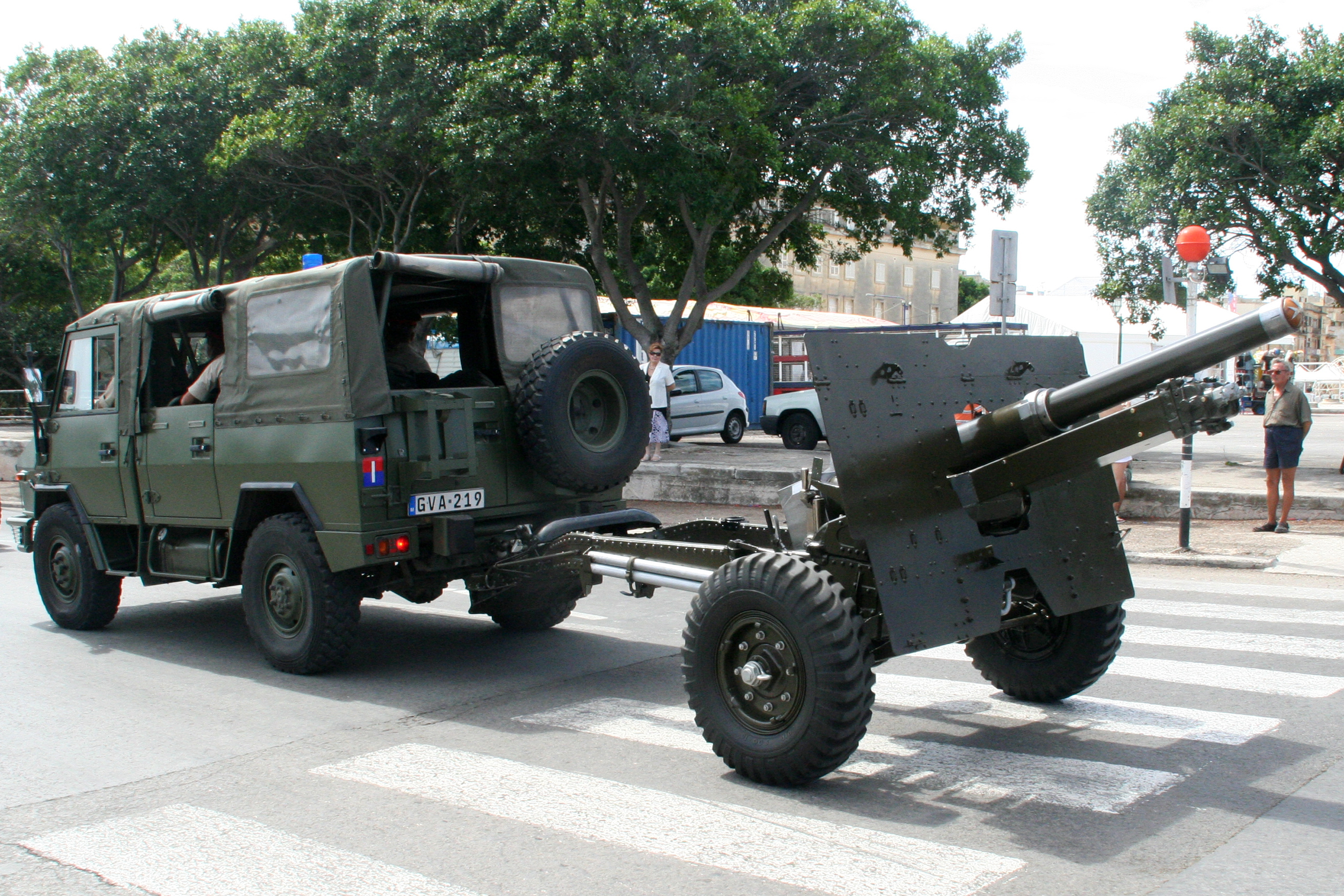
plaque spécifique des véhicules de l'armée maltaise

Les Maltais ont la possibilité contre paiement d'une taxe de personnaliser leur immatriculation, deux possibilités :
- en choisissant une combinaison possible dans la liste courante comme  BMW · 528 ;
- en choisissant une combinaison alphanumérique de leur préférence limitée à huit lettres ou chiffres dans la mesure où cela ne contrevient pas aux croyances personnelles, à la décence publique ou aux valeurs nationales. C'est pourquoi, il est possible de rencontrer des véhicules immatriculés du prénom du propriétaire ou du nom de leur société.

Certains organismes officiels ou publiques immatriculent leurs véhicules en profitant de cette possibilité :
- TMA pour la Transport Malta Administration ;
  - MMA pour la Maritime Malta Directorate ex administration ;
  - AMA pour la Aviation Malta Directorate ex administration.

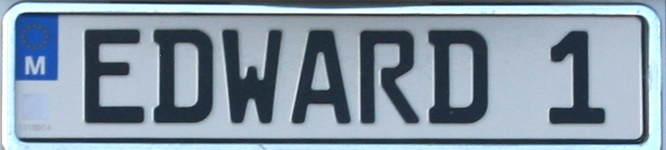
immatriculation personnalisée au prénom du propriétaire

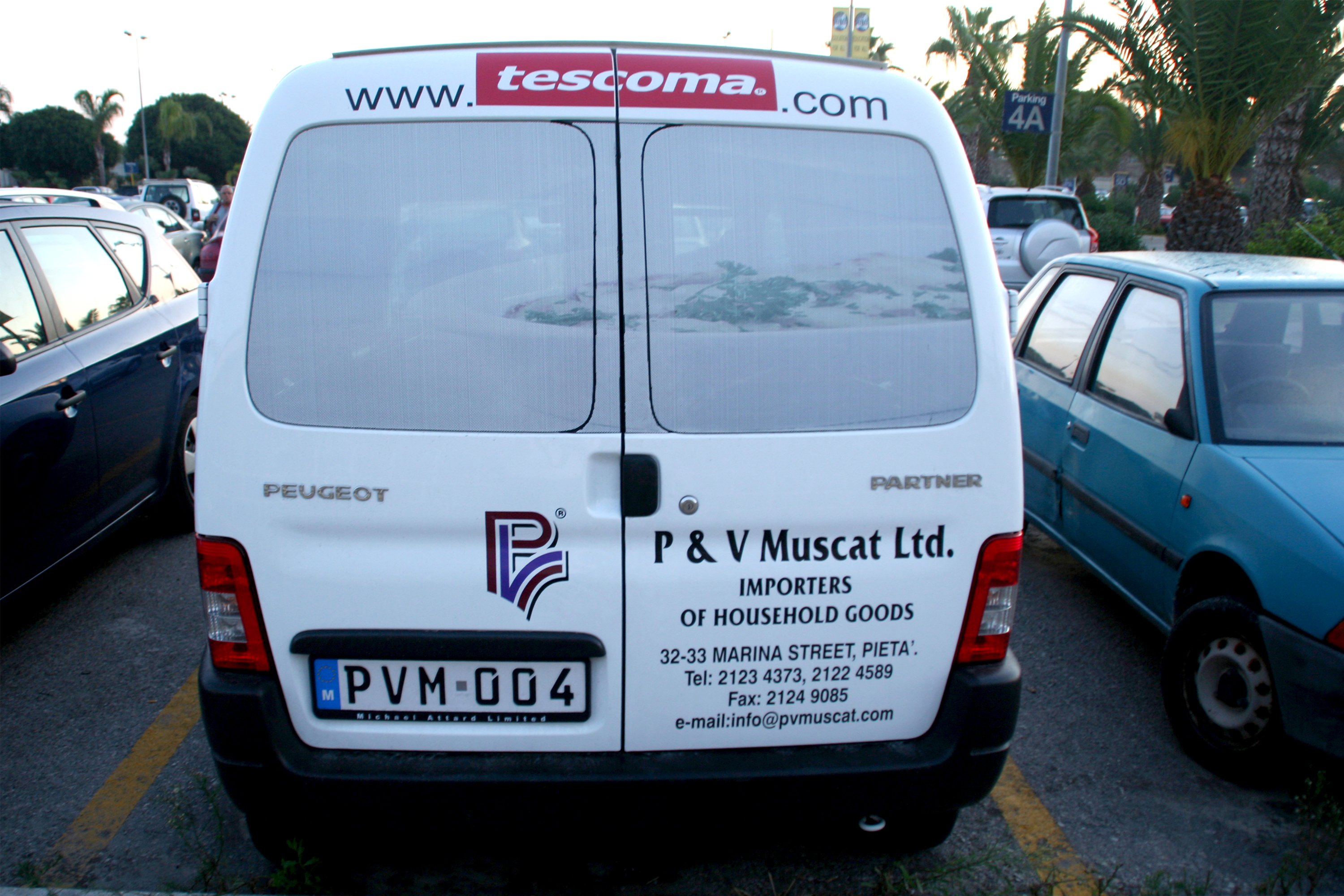
immatriculation personnalisée au nom de l'entreprise
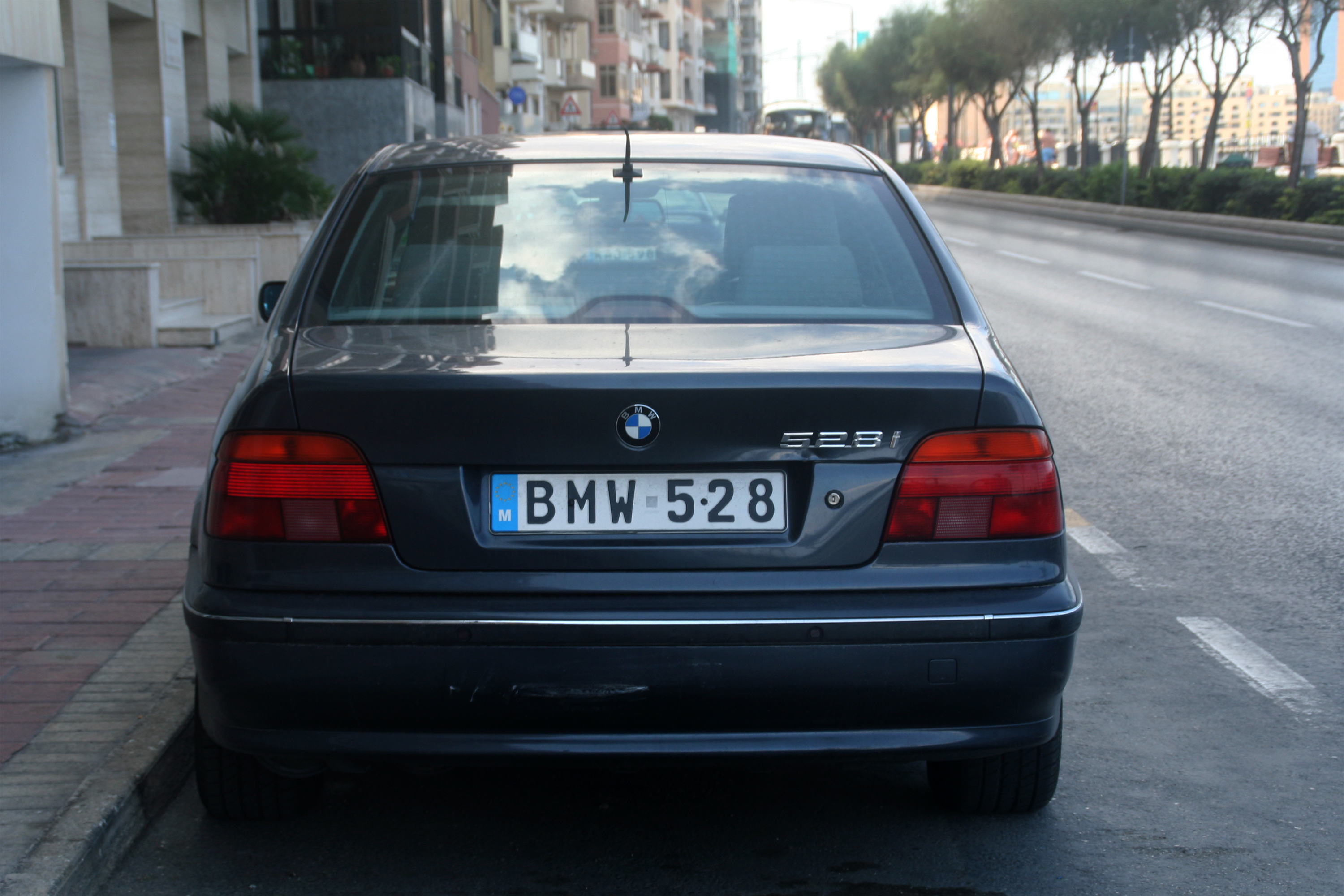
immatriculation personnalisée à la marque du véhicule

Aux véhicules privés, les combinaisons des nombres et des lettres de la plaque sont assignés aléatoirement. La première lettre indique le mois où le véhicule devra renouveler la taxe annuelle (vignette) :
- A, M et Y indiquent janvier
- B, N et Z indiquent février
- C et O indiquent mars
- D et P indiquent avril
- E et Q indiquent mai
- F et R indiquent juin
- G et S indiquent juillet
- H et T indiquent août
- I et U indiquent septembre
- J et V indiquent octobre
- K et W indiquent novembre
- L et X indiquent décembre

## Caractères difficilement falsifiables

caractères FE-Schrift employés pour les plaques d'immatriculation

La police de caractères adoptée pour les plaques d'immatriculation est la fonte FE-Schrift (en allemand Fälschungserschwerende Schrift - entrave à la falsification de caractère) spécialement mise au point par Karlgeorg Hoefer à la demande de la police allemande pour éviter la falsification trop facile des plaques d'immatriculation. La forme des lettres et des chiffres est spécialement étudiée pour ne pas permettre, sur une plaque à fond réfléchissant, la transformation d'une lettre ou d'un chiffre en une autre lettre ou un autre chiffre au simple moyen d'un ruban adhésif ou d'un trait de peinture. En 2010, Malte et l'Allemagne sont les seuls pays européens à utiliser cette fonte de caractères.

## Code national
Du temps de la colonie britannique, le code de Malte était GBY en noir sur fond ovale blanc (quelquefois l'inverse) remplacé  en 1966, peu après l'indépendance, par un M noir dans un ovale blanc. En 1979, le code Ⓜ intègre la plaque d'immatriculation d'abord dans un rond et, depuis l'adoption de l'Eurobande, un M blanc sur bande bleu. Il faut noter que Malte a adopté l'Eurobande en 1995, trois ans après sa création et neuf ans avant son entrée effective dans la communauté européenne.